# Gipskraut-Nelkeneule
Die Gipskraut-Nelkeneule (Hadena irregularis) oder Gipskraut-Kapseleule ist ein Schmetterling (Nachtfalter) aus der Familie der Eulenfalter (Noctuidae).

## Merkmale
Die Flügelspannweite der Falter beträgt 25 bis 29 Millimeter. Die Farbe der Vorderflügel variiert von schwefelgelb bis zu ockerbraun. Nieren- und Ringmakel treten deutlich hervor, sind hell ausgefüllt und innen teilweise bräunlich überstäubt. Das Mittelfeld ist verdunkelt, Wellen- und Querlinien stark gezackt und markant ausgeprägt, während sich das Saumfeld hell blassgelb abhebt. Der Außenrand ist abwechselnd braun und weißlich gezeichnet. Die Hinterflügel sind ockerfarben oder graubraun, nach außen hin dunkler und zeigen eine dünne, braune Mittellinie sowie einen undeutlichen Mittelfleck.
Bei den Raupen überwiegen gelbgrau gefärbte Exemplare. Sie besitzen bräunliche Seiten- und Rückenlinien und nach vorne offene dunklere Winkelflecke auf dem Rücken. Die rotbraune Puppe hat zwei kurze, gegeneinander gekrümmte Spitzen am Kremaster.

### Ähnliche Arten
Die Gipskraut-Nelkeneule ähnelt der nur in Ostasien gefundenen allopatrischen Schwesterart Hadena aberrans (Eversmann, 1856), die eine etwas dunklere Grundfärbung besitzt. Da sich die Lebensräume beider Arten aber nicht überlappen, ist das geographische Vorkommen das eindeutigste Unterscheidungsmerkmal.

## Geographische Verbreitung und Lebensraum
Das Vorkommen der Art erstreckt sich von den spanischen Pyrenäen in östlicher Richtung durch Mitteleuropa (ausgenommen Westfrankreich) bis nach Sibirien. Die Südgrenze verläuft entlang der französischen Mittelmeerküste, den Südalpen, quer durch die nördliche Balkanhalbinsel bis zum Schwarzen Meer (etwa auf der Höhe von Nordbulgarien). Von dort erstreckt es sich weiter entlang der Nordküste des Schwarzen Meeres bis zum Kaspischen Meer. Im Norden zieht sich die Verbreitungsgrenze etwa von den südlichen Niederlanden quer durch Norddeutschland bis zur deutschen Ostseeküste. Nördlich davon gibt es lokale und isolierte Vorkommen in England und Schweden. Die Verbreitungsgrenze zieht sich entlang der Ostseeküste bis Lettland und dem Gebiet um St. Petersburg und weiter quer durch Russland zum Mittleren Ural-Gebirge. In den Alpen kommt sie bis auf etwa 1500 Meter Höhe vor. Die Gipskraut-Nelkeneule ist in xerothermen Lebensräumen anzutreffen, überwiegend auf  Gips- oder Kalkboden und bevorzugt Steppengebiete, warme Hänge und Sandtrockenrasenflächen.

## Lebensweise
Die Falter sind teilweise nachtaktiv, saugen aber auch am Tage an den Blüten der Futterpflanzen. Sie besuchen außerdem künstliche Lichtquellen und haben eine lange Flugzeit von April bis August. In den Südtälern der Alpen fliegt eine unvollständige zweite Generation im August und September. Die Raupen leben überwiegend von Juli bis August. Sie ernähren sich hauptsächlich von den Blüten und Samenkapseln von Ohrlöffel-Leimkraut (Silene otites) oder Büscheligem Gipskraut (Gypsophila fastigiata). Die Art überwintert als Puppe. Diese überliegt oft mehrere Jahre.

## Gefährdung
Die Gipskraut-Nelkeneule ist in Deutschland äußerst selten, in einigen Bundesländern gilt sie als ausgestorben oder verschollen und wird auf der Roten Liste gefährdeter Arten in Kategorie 1 (vom Aussterben bedroht) eingestuft.